# Hymenasplenium costarisorum
Hymenasplenium costarisorum là một loài dương xỉ trong họ Aspleniaceae. Loài này được N. Murak. & X. Cheng mô tả khoa học đầu tiên.
Danh pháp khoa học của loài này chưa được làm sáng tỏ. 